# Bezirksnebenstelle

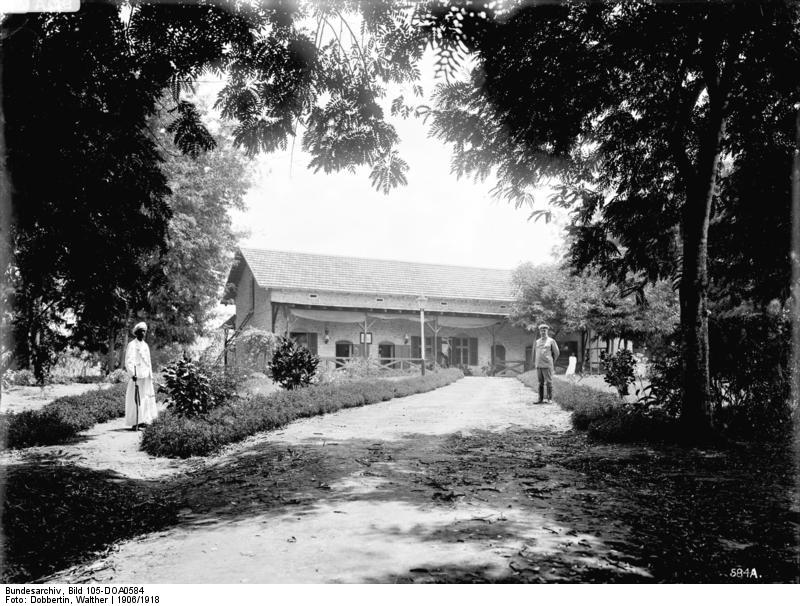
Bezirksnebenstelle Muhesa, Deutsch-Ostafrika (Foto von Walther Dobbertin aus den Jahren 1906–1914)

Eine Bezirksnebenstelle war die offizielle Bezeichnung einer Verwaltungseinheit in den deutschen Kolonien.
Eine Bezirksnebenstelle war einem Bezirk unterstellt. Sie entsprach etwa dem Sitz einer Kreisverwaltung, ein Bezirk dem Sitz eines Regierungspräsidiums. In den meisten Bezirksnebenstellen gab es – je nach Größe der Bezirksnebenstelle – ein bis zwei (deutsche) höhere Verwaltungsbeamte und ein bis zwei (deutsche) Offiziere der Schutztruppe, daneben einen Stab von einheimischen Verwaltungsmitarbeitern und Soldaten, (die in den afrikanischen Kolonien meist gleichzeitig Polizeiaufgaben erfüllten, den sogenannten Askaris). Untergebracht waren die Bezirksnebenstellen in den afrikanischen Kolonien in der Regel in einer sogenannten Boma.
Im Jahr 1912 bestanden in Deutsch-Ostafrika 14 und in Deutsch-Westafrika drei Bezirksnebenstellen (hier Nebenstation und Distriktsamt genannt).